# Uwe Scharen
Uwe Scharen (* 9. August 1945 in Rockenau) ist ein deutscher Jurist und war Vorsitzender Richter am Bundesgerichtshof.
Im Anschluss an seine juristische Ausbildung begann Scharen seine Karriere 1974 im höheren Justizdienst des Landes Nordrhein-Westfalen. Dort war er zunächst als Richter auf Probe am Landgericht Düsseldorf tätig, wo er 1978 auch zum Richter am Landgericht ernannt wurde. Hierauf folgte im Jahr 1984 die Ernennung Scharens zum Richter am Oberlandesgericht Düsseldorf, wo er einem Zivilsenat für Patentsachen und Wettbewerbsrecht zugeteilt wurde. 1995 schloss sich eine Beförderung zum Vorsitzenden Richter an diesem Gericht an.
Bereits ein Jahr später wurde Scharen zum Richter am Bundesgerichtshof ernannt, wo er dem X. Zivilsenat zugeteilt wurde, dessen stellvertretender Vorsitzender er seit 2004 war. Dieser Senat befasst sich in erster Linie mit Patent- und Vergaberecht.
Zum 1. April 2009 wurde Scharen schließlich vom Bundespräsidenten auf Vorschlag des Präsidiums des Bundesgerichtshofes der Vorsitz in diesem Senat übertragen. Seit 1. September 2010 befindet er sich im Ruhestand. 
Uwe Scharen ist u. a. Mitautor beim von Georg Benkard begründeten Kommentar zum Patentgesetz und beim von Hans-Jürgen Ahrens herausgegebenen Praxishandbuch Der Wettbewerbsprozess.